# Trabante

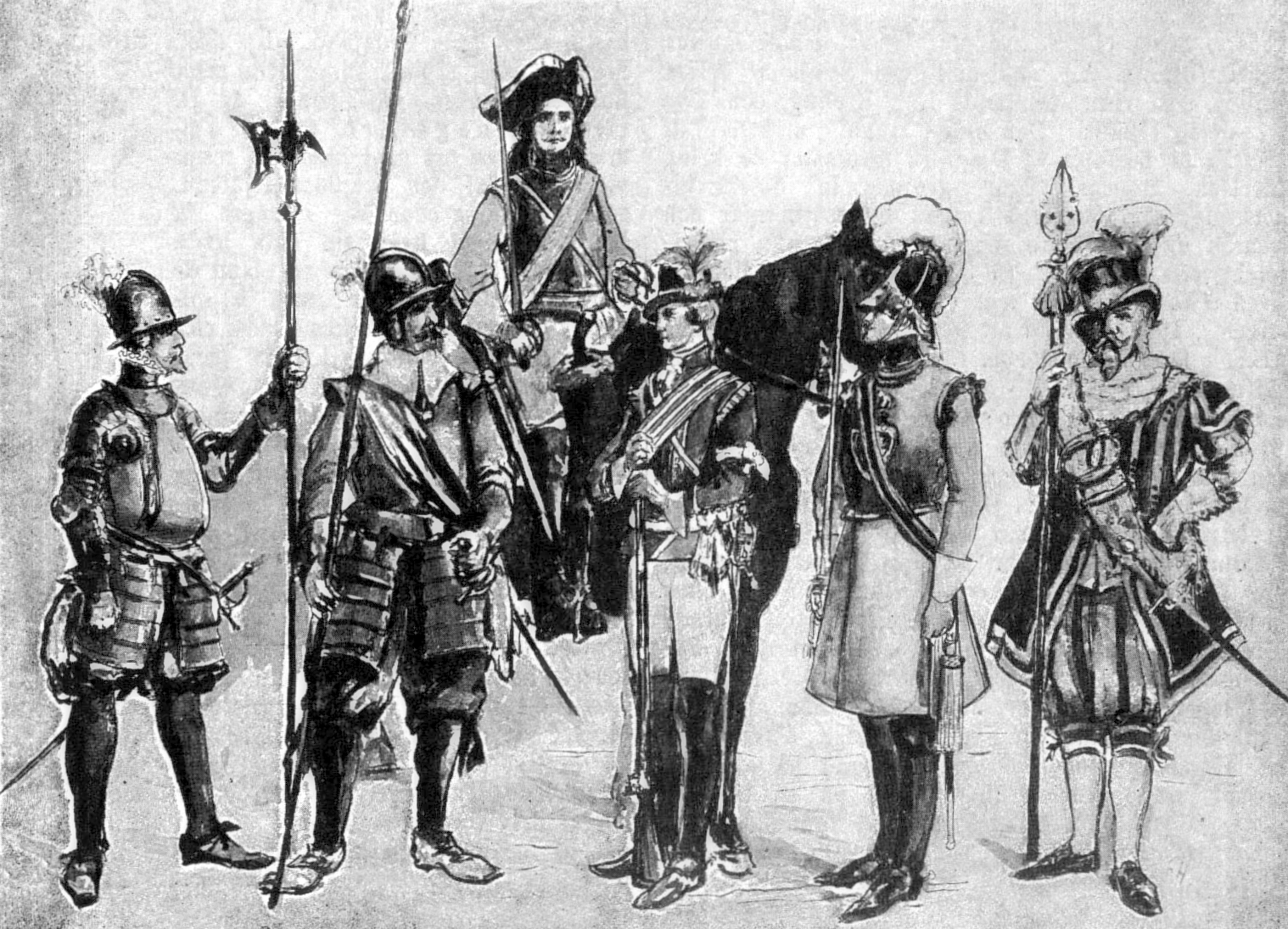
Trabantes suizos, 1560-1844

El trabante (del alemán traben, ‘trotar’) era una especie de alabardero a pie destinado al servicio de escolta y guardia personal, pues inevitablemente tenían que trotar para acompañar al que iba a caballo.
Dice Almirante: «En este caso bien se ve que el trabante se habría perpetuado en el actual corneta de órdenes. Los suizos y particularmente los que formaban parte de los regimientos que servía en España, convirtieron en criados o asistentes a los trabantes que tenían para escolta del coronel y de la bandera. De este modo tomó carta de naturaleza en España la voz que tratamos, de modo que, por R.O. del 30 de abril de 1794, quedaron extinguidos los asistentes y en su lugar se establecieron los trabantes. A su vez estos desaparecieron, sin duda definitivamente, en 1801, volviendo a aparecer los asistentes».